# Pelourinho de Lourosa
O Pelourinho de Lourosa é um pelourinho situado na freguesia de Lourosa, no município de Oliveira do Hospital, distrito de Coimbra, em Portugal. Situa-se junto ao antigo solar da família Cunha.
Está classificado como Imóvel de Interesse Público desde 1933.
Erguido no século XVI, este pelourinho deve datar de 1514, ano do foral concedido por D. Manuel I à povoação. Assenta numa base de dois degraus e num plinto octogonal. A coluna, de fuste e capitel oitavados, apresenta coroamento piramidal com gomos.